# キ53 (航空機)
キ53は、大日本帝国陸軍が計画した多座戦闘機。計画のみで実機は存在しない。

## 概要
1939年（昭和14年）、陸軍は同年の研究方針で、爆撃機編隊の掩護を行う多座戦闘機を新たに正規の機種とした。これを受け、中島飛行機による新規開発機としてキ53が計画されたが、計画段階で中止となった。キ53は多座戦闘機の中でも「多座戦闘機乙」に分類される機体であり、航続力などの飛行性能は重爆撃機と同等のものを持ち、爆撃機と比較して軽快な性能を用いて爆撃機編隊と行動をともにしつつ掩護を行うという、通常の戦闘機とは大きく性格が異なる機体とされていた。
キ53と同種の多座戦闘機として陸軍が計画した機体にはキ58、キ69、キ75があるが、キ75以外は爆撃機編隊内で掩護を行う「多座戦闘機甲」（爆撃掩護機）とされており、爆撃機と編隊を組む都合上、新規開発機であるキ53と異なり、キ58は一〇〇式重爆撃機の、キ69はキ67（のちの四式重爆撃機）の改造機となっている。このうち、キ69は計画のみに終わったが、キ58は試作に漕ぎ着けている。